# Morgan Wallen
Morgan Cole Wallen, född 13 maj 1993 i Sneedville, Tennessee, är en amerikansk countrysångare och låtskrivare. Han deltog år 2014 i den sjätte säsongen av det amerikanska The Voice, där han blev eliminerad under slutspelsrundorna. Han fick därefter ett skivkontrakt med Panacea Records, där han släppte sin debut-EP Standing Alone år 2015.
År 2016 fick Wallen ett skivkontrakt med skivbolaget Big Loud, där han släppte sitt debutalbum If I Know Me i april 2018. Hans andra album, Dangerous: The Double Album, innehållande bland annat singlarna "More Than My Hometown", "7 Summers" och "Wasted on You", släpptes i januari 2021. Det sistnämnda albumet toppade Billboard 200 och samlade på sig 240 miljoner streams redan under sin första vecka.
I februari 2021 blev en video, där Wallen använder sig av rasistiska uttalanden, offentlig ute på internet. Detta ledde till att alla radiostationer och streamingtjänster tog avstånd ifrån honom, samt att hans skivkontrakt med Big Loud avbröts på obestämd tid.

## Diskografi

### Album
- 2018 – If I Know Me
- 2021 – Dangerous: The Double Album
- 2023 – One Thing at a Time